# Бой под Радовичами
Бой под Радовичами — крупное боестолкновение УПА с нацистами и польской вспомогательной полицией возле села Радовичи Турийского района на Волыни. В бою участвовали более 1000 повстанцев, и по разным данным — от 570 до 2000 нацистов и их польских пособников.

## Предыстория
Радовичи (укр. Радовичі) — село в Украине, находится в Турийском районе Волынской области. Во время Второй Мировой войны Турийский район был центром кровавого украинско-польского этнического конфликта. Вначале сентября 1943 года в этом районе подразделения УПА вели бои с польскими отрядами Армии Крайовой и базами польской «самообороны». Для операции против поляков было выделено несколько куреней группы УПА «Туров», которыми руководил Алексей Шум (Вовчак). 7 сентября 1943 состоялось нападение УПА на соседнее с Радовичами село Засмыки, где располагалась база польской самообороны. Перевес изначально был на стороне националистов. Немецкая военная часть, расквартированная в Ковеле, в рамках антипартизанских акций направлялась совершать карательные операции против УПА, и наткнулась на соединение Вовчака, тем самым "спасла" село, что привело к битве под Радовичами.

## Бой
7 сентября рота нацистов неожиданно наткнулась на засаду УПА, которую организовали сотни Байды (Леонид Повидзон) и Кубика (Тихон Зинчук). Во время первого боя немцы потеряли 5 бойцов, 11 попали в плен. На следующий день оккупанты отправили в подкрепление карательную экспедицию из города Ковель — батальон пехоты (470 человек), три бронированные машины и бронепоезд.
Ожесточенные бои с использованием артиллерии продолжались двое суток. Солдаты УПА имели численное преимущество, но были хуже вооружены, поэтому вечером 9 сентября отошли вглубь лесного массива.
По официальным данным УПА в бою с соединением Вовчака немцы потеряли 208 убитых. Со стороны УПА в бою под Радовичами погибли 16 солдат, 3 ранено, добыто много трофейного оружия. Напуганные поражением нацисты, боясь штурма УПА железнодорожного узла г. Ковель, ввели в городе чрезвычайное положение.
Ветеран польского подполья Винсент Романовский утверждает, что в этом бою немцы потеряли лишь 26 своих солдат. Однако указывает на то, что повстанцы казнили попавших в плен немцев, а потом ещё и надругались на трупами убитых, перед тем как оступить. Убитые немцы были торжественно похоронены на Ковельском кладбище. 
Украинский советский историк Виталий Масловский утверждал, что он, лично, будучи восьмилетним ребёнком слышал звуки этого боя и лично видел бронепоезд, обстреливающий повстанцев, поскольку сам находился неподалёку. Немцы, как рассказывали Масловскому очевидцы, приняли отряд УПА за советских партизан, которых в то время в районе тоже было немало. Возникла перестрелка. Уповцы отступили, их позицию заняли гитлеровцы, а бронепоезд из всех орудий открыл огонь и случайно задел своих. Впоследствии немцы ошибку выяснили, покинули позицию и вернулись в Ковель. На следующий день немцы в бой не вступали, а подобрали трупы и вернулись.